# Ярослав з Любліна
Ярослав з Любліна (герб Ястшембець (помер у 1445, Краків) − єпископ РКЦ, краківський суфраган, проповідник монастиря домініканців у Любліні, єпископ Луцький і Лаодікейський.

## Життєпис
Отримав титулярну єпархію в Лаодікеї у 1413, чим завдячував заступництвом свого родича, єпископа Войцеха Ястшембця − королівського канцлера, згодом предстоятеля Польщі.
З 1414 − єпископ краківського суфрагана. Деякі джерела стверджують, що Ярослав також був єпископом Луцьким.
У 1420 освятив церкву в Іґоломії поблизу Кракова, а згодом церкву Св. Павла у Сандомирі.
У 1442 Ярослав головував у суді, що врегулював конфлікт між абатом Тиньєцьким та Краківським єпископом Збігневим Олесницьким щодо права оренди села.